# Georges William Thornley

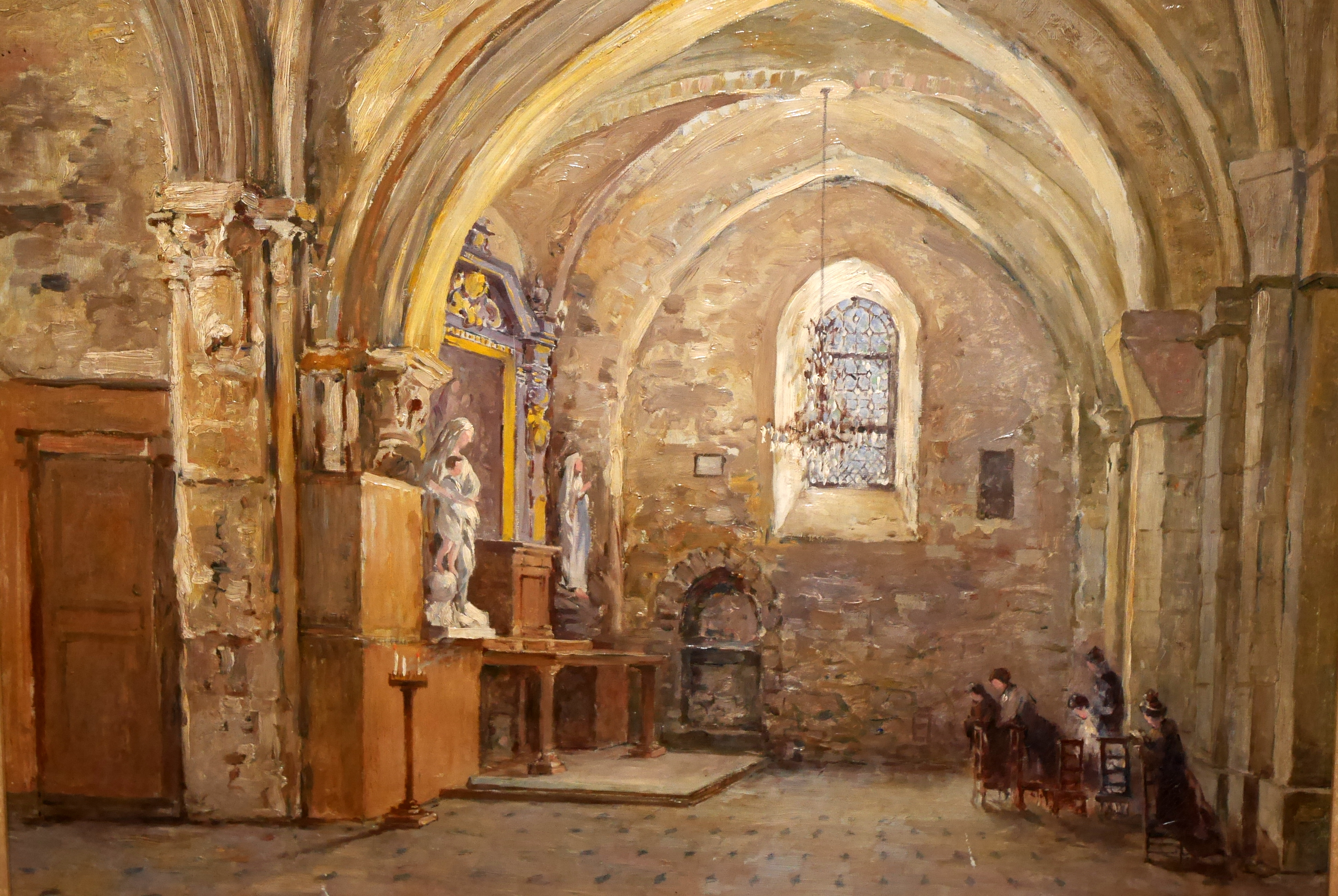
Marienkapelle in der Kirche von Osny

Georges William Thornley (* 2. Mai 1857 in Thiais; † 31. August 1935 in Pontoise) war ein französischer impressionistischer Maler, Aquarellist, Kupferstecher und Lithograph. Sein Vater war der walisische Einwanderer Morgan Thornley.
Er nahm seinen ersten Zeichenunterricht von seinem Vater und wurde Schüler von Pierre-Luc-Charles Cicéri und Puvis de Chavannes. Er erlernte Lithographie und schuf zahlreiche Lithographien nach den Werken befreundeter Maler wie Camille Pissarro und Claude Monet.
Seit 1878 zeigte er seine Werke auf dem Pariser Salon und erhielt 1881 eine lobende Erwähnung und 1888 eine Medaille dritter Klasse.
Seit 1892 wohnte er im Dorfe Osny, wo er viele impressionistische Landschaftsbilder schuf. Seine späteren Werke zeigen Stilmerkmale des Post-Impressionismus.
Zwischen 1896 und 1907 lieferte Thornley seine Bilder an die Galerie Georges Petit. Zu den Käufern gehörten u. a. die französischen Staatssammlungen, der italienische König Viktor Emanuel III. und der französische Staatspräsident Armand Fallières.
In der Suche nach den landschaftlichen Motiven bereiste er Normandie, Bretagne, Elsass, Provence, besuchte auch Venedig.